# Szófia trolibuszvonal-hálózata
Szófia trolibuszvonal-hálózata (bolgárul: София тролейбусна мрежа) a bolgár fővárosban, Szófiában található trolibuszvonal-hálózata. A Sofia Electric Transport JSC üzemelteti, 10 vonal található a hálózaton. 2020-ban 118 trolibusz volt használatban Szófiában, ezen járművek átlagsebessége 15,7 km/h.

## Vonalak[1]
| Szám | Végállomás         | Végállomás            | Megállók |
| ---- | ------------------ | --------------------- | -------- |
| 1    | 5. városi kórház   | Levszki G tér         | 26       |
| 2    | Buckstone          | Hadzsi Dimitar tér    | 28       |
| 3    | Levszki G tér      | Szent Anna kórház     | 23       |
| 4    | Hadzsi Dimitar tér | Druzsba 2 negyed      | 33       |
| 5    | Nadezsda felüljáró | Zs. K. Mladoszt 2 tér | 30       |
| 6    | Ljulin 3 negyed    | Stocsna Gara tér      | 22       |
| 7    | Goce Delcsev       | Ljulin 3 negyed       | 31       |
| 8    | Goce Delcsev       | Sztocsna gara tér     | 21       |
| 9    | Stocsna Gara tér   | Zs. K. Borovo tér     | 19       |
| 11   | Stocsna Gara tér   | Druzsba 1 negyed      | 25       |